# Černobil (miniserija)
Černobil (v izvirniku angleško Chernobyl) je petdelna dramska televizijska miniserija avtorja Craiga Mazina, ki je izšla maja 2019 v koprodukciji ameriške mreže HBO in britanskega podjetja Sky UK. Gre za dramatizacijo jedrske nesreče v sovjetski jedrski elektrarni Černobil konec aprila 1986 in dogodkov, ki so sledili. V glavnih vlogah so zaigrali Jared Harris, Stellan Skarsgård, Emily Watson in Paul Ritter.
Prvi del je prišel na spored 6. maja 2019 na HBO-jevem kanalu v ZDA in dan kasneje v Združenem kraljestvu. Serija je doživela izjemno pozitiven odziv kritikov in širše javnosti; po mnenju nekaterih komentatorjev je Černobil serija leta, kljub temu, da je matični televizijski hiši nista intenzivno oglaševali in da je prišla na spored hkrati s koncem zadnje sezone HBO-jeve uspešnice Igra prestolov.

## Vloge

### Glavni igralci
- Jared Harris kot Valerij Legasov, kemik, namestnik direktorja Inštituta Kurčatova in vodja komisije za odziv na nesrečo.
- Stellan Skarsgård kot Boris Ščerbina, namestnik predsednika Ministrskega sveta SZ.
- Emily Watson kot Ulana Homjuk, znanstvenica z Beloruskega inštituta za jedrsko energijo.
- Paul Ritter kot Anatolij Djatlov, namestnik glavnega inženirja v jedrski elektrarni Černobil.
- Jessie Buckley kot Ljudmila Ignatenko, žena Vasilija Ignatenka.
- Adam Nagaitis kot Vasilij Ignatenko, gasilec iz Pripjata.
- Con O'Neill kot Viktor Brjuhanov, direktor jedrske elektrarne Černobil.
- Adrian Rawlins kot Nikolaj Fomin, glavni inženir jedrske elektrarne Černobil.
- Sam Troughton kot Aleksander Akimov, nadzornik nočne izmene v Černobilu.
- Robert Emms kot Leonid Toptunov, višji inženir v Černobilu.
- Jamie Sives kot Anatolij Sitnikov, inženir v jedrski elektrarni Černobil.
- David Dencik kot Mihail Gorbačov, generalni sekretar Komunistične partije Sovjetske zveze.
- Mark Lewis Jones kot Vladimir Pikalov, poveljnik sovjetskih sil za kemično posredovanje.
- Alan Williams kot Aleksander Čarkov, namestnik predsednika KGB.
- Alex Ferns kot Gluhov, vodja rudarjev.
- Ralph Ineson kot Nikolaj Tarakanov, poveljnik černobilskih likvidatorjev.
- Barry Keoghan kot Pavel, eden od černobilskih likvidatorjev iz Bačove enote.
- Fares Fares kot Bačo, gruzinski vojak, poveljnik tričlanske enote likvidatorjev za eradikacijo zapuščenih živali v izključitveni coni.
- Kieran O'Brien kot Valerij Hodemčuk, inženir v Černobilu in prva smrtna žrtev v nesreči.

### Pomembnejši stranski liki
- Karl Davies kot Viktor Proskurjakov, vajenec v Černobilu.
- Donald Sumpter kot Žarkov, član izvršnega komiteja v Pripjatu.
- Nadia Clifford kot Svetlana Zinčenko, zdravnica, ki skrbi za Vasilija Ignatenka in ostale močno obsevane.

### Gostujoči
- Adam Lundgren kot Vjačeslav Bražnik, višji upravnik turbin v Černobilu.
- Jay Simpson kot Valerij Perevozčenko, vodja izmene v reaktorskem oddelku.
- Billy Postlethwaite kot Boris Stoljarčuk, višji nadzorni inženir v enoti #4.
- Michael Colgan kot Mihail Ščadov, sovjetski minister za premogovništvo.
- James Cosmo kot rudar.

## Seznam epizod in vsebina
| Št. | Naslov                         | Režiser     | Avtor       | Prvo predvajanje                       | Gledalcev (v milijonih) |
| --- | ------------------------------ | ----------- | ----------- | -------------------------------------- | ----------------------- |
| 1 | "1:23:45"                      | Johan Renck | Craig Mazin | 6. maj 2019 (ZDA) 7. maj 2019 (ZK)     | 0,756 (ZDA) 0,861 (ZK)  |
| 26. april 1988, Moskva. Pretreseni Valerij Legasov na kasete posname razlago krivde Anatolija Djatlova za černobilsko nesrečo in obsodi odziv politike nanjo, nakar skrije kasete pred svojim blokom in se obesi. Dve leti in minuto pred tem gasilec Vasilij Ignatenko in njegova noseča žena Ljudmila iz Pripjata opazujeta eksplozijo jedrske elektrarne Černobil. Kmalu za tem Vasilija pokličejo na intervencijo. V elektrarni razburjeni Djatlov, nadzornika Aleksander Akimov in Leonid Toptunov ter drugi delavci pričnejo raziskovati okoliščine dogodka. Kmalu postane jasno, da je eksplodirala sredica enega od jedrskih reaktorjev, ki je zdaj izpostavljena in nenadzorovano gori, ročna zaustavitev pa ni več mogoča. Na mesto nesreče prispejo gasilci. Vasilij opazi, kako eden od njegovih kolegov pobere s tal kos grafita iz sredice in takoj pridobi hude opekline od sevanja. Djatlov obvesti direktorja Viktorja Brjukanova in glavnega inženirja Nikolaja Fomina o situaciji, a ima napačne informacije in pretirano samozavest glede delovanja reaktorja RBMK, zato izvršni komite v svojem prvem poročilu močno podceni posledice nesreče. Djatlov po sestanku zboli za akutnim radiacijskim sindromom, zato pošljejo tehnika Sitnikova, ki jim je sporočil, da je bila nesreča verjetno resnejša, na streho elektrarne preverit situacijo. S strehe se zagleda v izpostavljeno sredico reaktorja in prejme smrtno dozo sevanja. V Moskvi predsednik Gorbačov ustanovi komisijo za ugotavljanje posledic nesreče. Njegov zaupnik Boris Ščerbina obvesti Legasova, da je kot strokovnjak za reaktorje tipa RBMK imenovan za predstojnika.                                                                                          |                                |             |             |                                        |                         |
| 2 | "Please Remain Calm"           | Johan Renck | Craig Mazin | 13. maj 2019 (ZDA) 14. maj 2019 (ZK)   | 1,004 (ZDA) 0,891 (ZK)  |
| Sedem ur po nesreči fizičarka Ulana Homjuk s sodelavcem v Minsku zazna močno povišanje radioaktivnosti v zraku. V stik stopi s centralnim komitejem Komunistične partije Belorusije, ki pa zavrne njeno skrb, zato se sama odpravi proti Černobilu, kjer presodi, da je izvir sevanja. Medtem zaskrbljena Ljudmila pride mimo varnostnikov v prenapolnjeni bolnišnici v Pripjatu in izve, da so Vasilija skupaj z drugimi močno obsevanimi odpeljali na zdravljenje v Moskvo. V Moskvi Legasov na sestanku razloži Gorbačovu in skeptičnemu Ščerbini, da je situacija mnogo resnejša kot nakazuje poročilo komiteja iz Pripjata. Zato sta s Ščerbino poslana v Černobil, da preverita sama. Iz helikopterja pokaže Ščerbini kose grafita na strehi elektrarne in moder soj zaradi sevanja, kar prepriča tudi politika, da je reaktor zares razneslo. Ščerbina zato podpre Legasova, ko ga Brjukanov in Fomin obtožita dezinformiranja. Da bi se dokončno prepričali, se general Vladimir Pikalov odpelje z močnim dozimetrom v bližino elektrarne, kjer potrdi izjemno visoke vrednosti sevanja. Legasov nato naroči vojski, naj pogasi ogenj z zasuvanjem reaktorja s peskom in borom iz helikopterjev, Ščerbina pa ugotovi, da že ves svet ve za nesrečo, zato ukaže evakuacijo Pripjata. Takrat prispe Homjukova, ki opozori Legasova in Ščerbino na nevarnost močne parne eksplozije, ko bo staljeno gorivo iz sredice prišlo v stik z vodo, ki se nabira v kleti pod reaktorjem, kar bi povzročilo še večjo eksplozijo od prvotne. Zato z Gorbačovovim soglasjem pošljejo tri prostovoljce v močno radioaktivno klet izčrpat vodo. |                                |             |             |                                        |                         |
| 3 | "Open Wide, O Earth"           | Johan Renck | Craig Mazin | 20. maj 2019 (ZDA) 21. maj 2019 (ZK)   | 1,063 (ZDA)             |
| Ekipa treh delavcev kljub izpostavljenosti močnemu sevanju uspešno izčrpa vodo iz kleti, vendar Pikalov opozori, da se je taljenje sredice že začelo, kar bi lahko kontaminiralo podtalnico in s tem vodne vire v širšem območju. Ščerbina in Legasov prepričata Gorbačova, da morajo pod elektrarno namestiti izmenjevalnik toplote. Minister za premogovništvo Mihail Ščadov v ta namen rekrutira skupino rudarjev iz premogovnika v Tuli pod vodstvom Gluhova, ki se takoj odzovejo in kljub ostrim pogojem pričnejo s kopanjem rova pod reaktor. Ščerbina posvari Legasova, da jih nadzoruje KGB. Ta pošlje Homjukovo v moskovsko bolnišnico preizprašat Djatlova, Akimova in Toptunova o nesreči. Djatlov noče sodelovati, umirajoča Toptunov in Akimov pa zatrdita, da je prišlo do eksplozije po pritisku gumba za zaustavitev, kar je veljalo za nemogoče. V drugem delu bolnišnice Ljudmila izsili dostop do Vasilija. Tam opazuje, kako se njegovo stanje naglo poslabšuje, in prekrši prepoved fizičnega stika z njim. Homjukova, ki ve za njeno nosečnost, to odkrije in zagrozi, da bodo vsi izvedeli, zaradi česar jo aretira agent KGB. Na zasedanju Centralnega izvršnega komiteja Ščerbina in Legasov predstavita načrt dekontaminacije, ki predvideva množično mobilizacijo »likvidatorjev«, Legasov pa prevzame odgovornost za Homjukovo in doseže njeno izpustitev. Medtem umre Vasilij. Njega in ostale najbolj obsevane žrtve zapečatijo v pocinkane krste in jih zalijejo z betonom v množičnem grobu, v prisotnosti Ljudmile ter ostalih žalujočih. |                                |             |             |                                        |                         |
| 4 | "The Happiness of All Mankind" | Johan Renck | Craig Mazin | 27. maj 2019 (ZDA) 28. maj 2019 (ZK)   | 1,193 (ZDA)             |
| V neki vasi znotraj izključitvene cone starka noče oditi, rekoč, da je niti revolucija, gladomor in nemška invazija niso pregnali, vendar tudi njo vojska prisili v evakuacijo. V Černobilu poveljnik likvidatorjev, general Nikolaj Tarakanov, nadzoruje namestitev starih roverjev Lunohod na streho reaktorja, od koder potisnejo radioaktivne razbitine nazaj v reaktorski prostor, da bi omogočili gradnjo sarkofaga. Za najbolj obsevani del strehe pridobijo zahodnonemškega robota, a ker vlada tujini ni priznala, kako močno je sevanje, tudi ta ni kos razmeram. Tarakanov je zato prisiljen poslati svoje može, da razbitine s strehe zmečejo ročno. Rekrut Pavel je medtem dodeljen manjši ekipi, ki jo vodi veteran sovjetsko-afganistanske vojne Bačo in je zadolžena za pobijanje zapuščenih živali (predvsem psov) po izključitveni coni. Na začetku se mu delo upira, a kmalu sprejme nujnost opravila. Homjukova se v moskovskih arhivih loti raziskovanja vzroka nesreče in znova obišče Djatlova, ki pa še vedno ne sodeluje, saj ve, da sovjetske vlade ne zanima resnica. Kasneje razloži Ščerbini in Legasovu svoje ugotovitve: da je nesrečo povzročila malomarnost upraviteljev v kombinaciji z napakami v zasnovi reaktorjev RBMK, informacije o katerih je KGB prikril. Ščerbina takrat pove, da jih bodo poklicali kot ekspertne priče na sojenju upraviteljem, Legasov pa bo poslan tudi na Dunaj poročat Mednarodni agenciji za jedrsko energijo Posvari ga, da bo vlada uničila njih in njihove svojce, če jo s popolno odkritostjo ponižajo pred svetom. Homjukova pa jima pove o Ljudmili, katere hči je le nekaj ur po rojstvu umrla, ker jo je obseval Vasilij, in prepričuje Legasova, naj na Dunaju pove vso resnico. |                                |             |             |                                        |                         |
| 5 | "Vichnaya Pamyat"              | Johan Renck | Craig Mazin | 3. junij 2019 (ZDA) 4. junij 2019 (ZK) | 1,089 (ZDA)             |
| Po zasedanju IAEA na Dunaju, na katerem je Legasov zvalil vso odgovornost na upravitelje elektrarne, sledi sojenje Djatlovu, Brjukanovu in Fominu v zapuščenem Černobilu. Ščerbina razloži osnove delovanja jedrske elektrarne, Homjukova in Legasov pa nanizata dogodke, ki so vodili do nesreče. Prizori tik pred nesrečo razkrijejo, da so imeli deseturno zamudo pri začetku preskusa in ker je častiželjni ter nepotrpežljivi Djatlov izsilil izvedbo v nasprotju s predpisi, so operatorji s prehitrim nižanjem moči reaktor zadušili, nato pa med prenaglim poskusom ponovnega zagona ob neupoštevanju varnostnih pravil izgubili nadzor, kar je povzročilo hitro naraščanje moči reaktorja. Akimov je sprožil zaustavitev, ki pa je zaradi napake v zasnovi kontrolnih palic močno pospešila reakcijo in sledila je eksplozija. Legasov razkrije, da je vlada cenzurirala podatke o napaki in prizna, da je na Dunaju lagal. Po sojenju ga aretira KGB. Agent mu pove, da bodo njegovo pričanje zatajili, da mu bo prepovedano še kdaj govoriti o Černobilu in da bo izbrisan iz zgodovine. Epilog ob slikah in arhivskih posnetkih pojasni usodo vseh vpletenih ter dolgoročne posledice nesreče. |                                |             |             |                                        |                         |

## Produkcija
26. julija 2017 je prišla v javnost novica, da je HBO naročil Černobil, kot svojo prvo koprodukcijo s podjetjem Sky UK. Petdelno miniserijo je napisal Craig Mazin, režiral pa Johan Renck. Mazin je bil ob Carolyn Strauss in Jane Featherstone tudi izvršni producent, Chris Fry in Renck pa sta bila v vlogi pomožnih izvršnih producentov. Mazin je izjavil, da se je odločil ustvariti serijo kot komentar na »trenutno bitko z resnico«.
Že zelo zgodaj je bilo znano, da bo glavno vlogo prevzel Jared Harris, Stellan Skarsgård in Emily Watson pa sta se igralski zasedbi pridružila marca 2018. Maja 2018 so bili razkriti še drugi glavni igralci: Paul Ritter, Jessie Buckley, Adrian Rawlins in Con O'Neill. Večina glavnih likov je resničnih, le Emily Watson v vlogi Ulane Homjuk pooseblja stotine strokovnjakov, ki so si prizadevali razvozlati vzroke za nesrečo.
S principalno fotografijo so začeli aprila 2018 v Litvi. Prve prizore so posneli 13. maja 2018 v Fabijoniškėsu, stanovanjski soseski glavnega mesta Vilne, ki je ohranila sovjetski videz in je služila kot kulisa za mesto Pripjat. Režiser je sprva nasprotoval lokaciji zaradi modernejših oken nekaterih stanovanj, ki pa jih nato v post-produkciji niso spreminjali. Konec marca se je ekipa preselila v Visaginas, kjer je posnela prizore v opuščeni jedrski elektrarni Ignalina, ki ji včasih pravijo »Černobilova sestra« zaradi podobnosti s černobilsko. Zadnje manjše prizore so posneli junija 2018 v Ukrajini. Skupaj je snemanje trajalo 16 tednov.

## Odziv
Serija je bila deležna skoraj enotnega odobravanja kritikov. Na spletni strani Rotten Tomatoes, ki zbira in povpreči recenzije, ima 95-odstotno pozitivno oceno in povprečno oceno 8,9 od 10, na osnovi 104 recenzij. Na podobni spletni strani Metacritic ima povprečno oceno 82 %, kar nakazuje na »splošno odobravanje«.
Recenzenti za medije, kot so The Atlantic, The Washington Post in BBC, so izpostavili, da serija učinkovito vleče vzporednice s sodobno družbo, ko se osredotoča na moč informacij in posledice napak nepoštenih voditeljev. Černobil je po njihovem mnenju prikaz, kaj se zgodi, ko postaneta laž in zloraba avtoritete nekaj običajnega. Pohval sta bila deležna tudi prepričljivo vzdušje in dobra igra glavnih igralcev. Bolj kritične ocene se med drugim osredotočajo na senzacionalizem, s katero serija predstavlja nevarnost jedrske energije; kljub temu, da je po besedah avtorjev v ospredju sistem, ki je povzročil tak tok dogodkov, je jedrska energija osnovni motiv, zato je v praksi tudi ta demonizirana. Poleg tega je v Černobilu nekaj očitnih netočnosti, predvsem »nalezljivost« sevanja, saj v resnici žrtve ne predstavljajo nevarnosti za okolico.
Serija je prejela 19 nominacij za nagrade emmy, med drugim za najboljšo enkratno serijo in najboljšega igralca v enkratni seriji ali TV-filmu (Jared Harris). Ustvarjalcem je prinesla 10 nagrad, vključno z nagradami za najboljšo enkratno serijo, režijo in scenarij.